# Жосали (Ариська міська адміністрація)
Жосали́ (каз. Жосалы) — село у складі Ариської міської адміністрації Туркестанської області Казахстану. Входить до складу Баїркумського сільського округу.
Населення — 87 осіб (2021; 301 у 2009, 119 у 1999).